# Velké Losiny
Velké Losiny (németül Groß Ullersdorf, latinul Vila Ulrici) község Csehországban. Morvaország északi részén a Šumperki járás-ban, Šumperk-től 13 km-re északra fekszik.

## Népesség
A település népessége az elmúlt években az alábbi módon változott:
| Lakosok száma | 4326 | 3974 | 4065 | 2800 | 3085 | 2668 | 2643 | 2568 | 2510 | 2511 |
|               | 1869 | 1900 | 1921 | 1961 | 1980 | 2014 | 2017 | 2020 | 2022 | 2025 |

## Külső hivatkozások
- Velké Losiny község honlapja Archiválva 2009. december 9-i dátummal a Wayback Machine-ben
- Velké Losiny-i vár honlapja
- Papírmúzeuma és kézigyára